# Комперія
Комперія (Comperia K.Koch) — монотипний рід з родини орхідних.

## Систематика

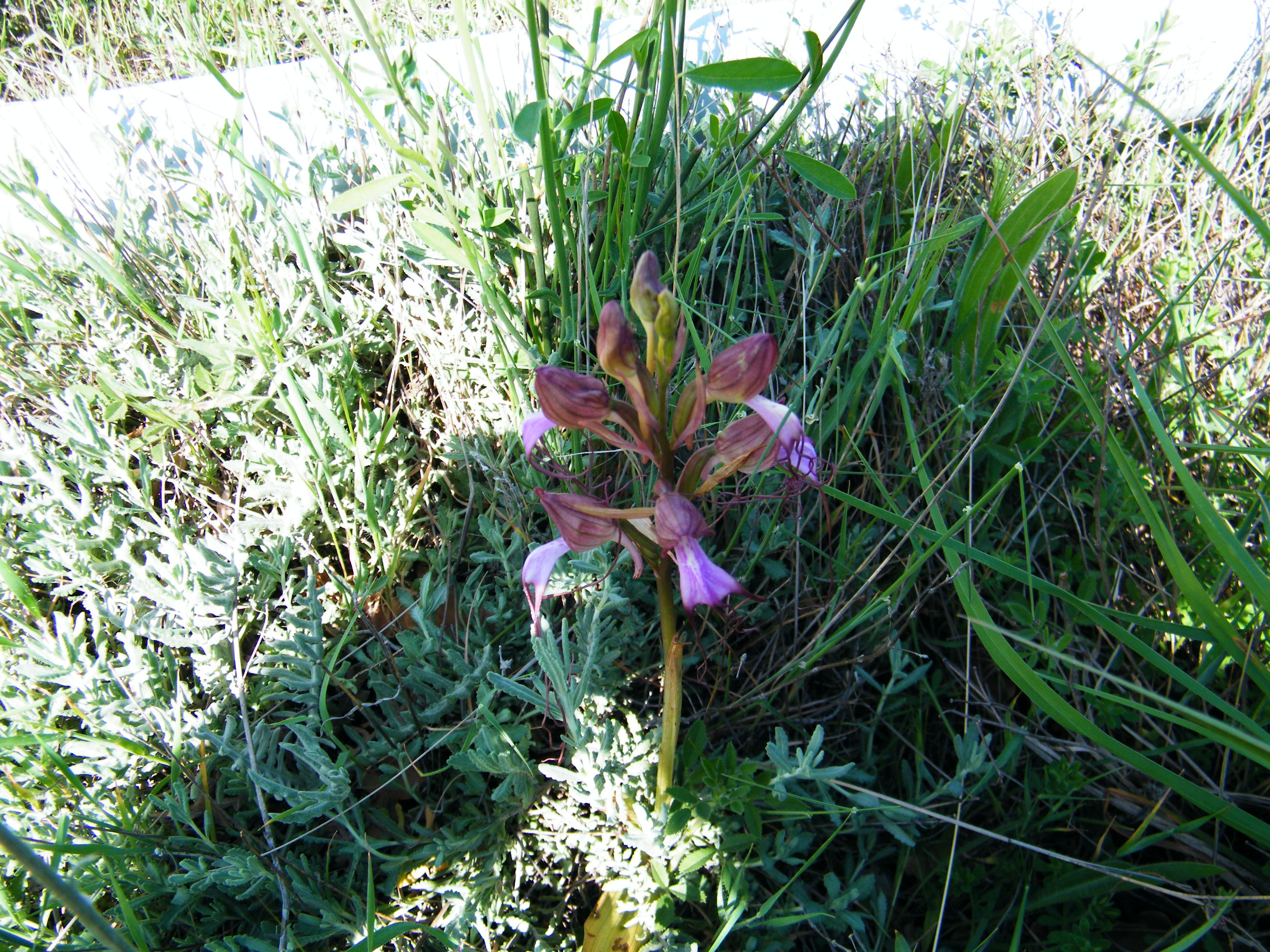
Загальний вигляд

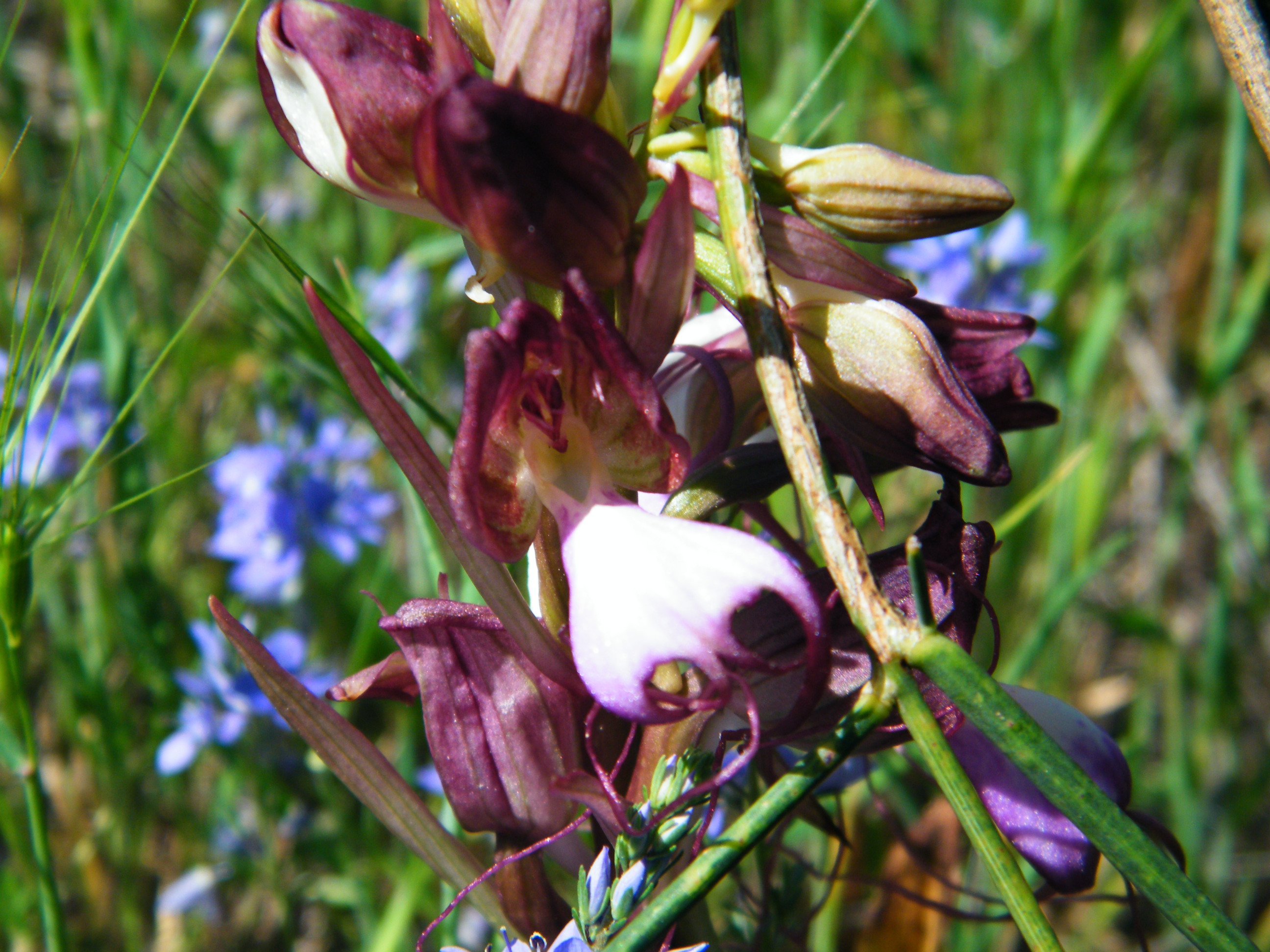
Квіти

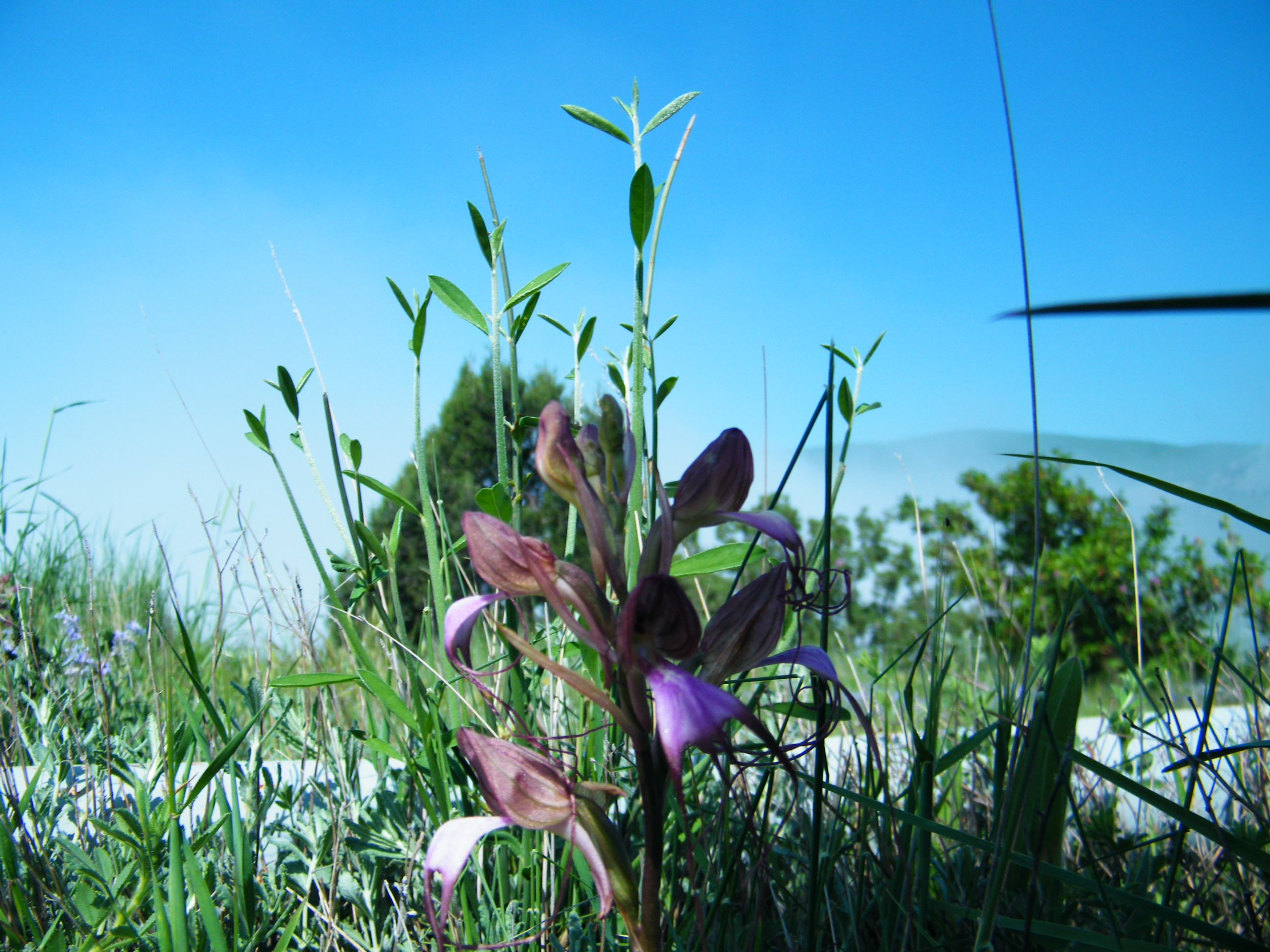
Комперія в районі бухти Ласпі

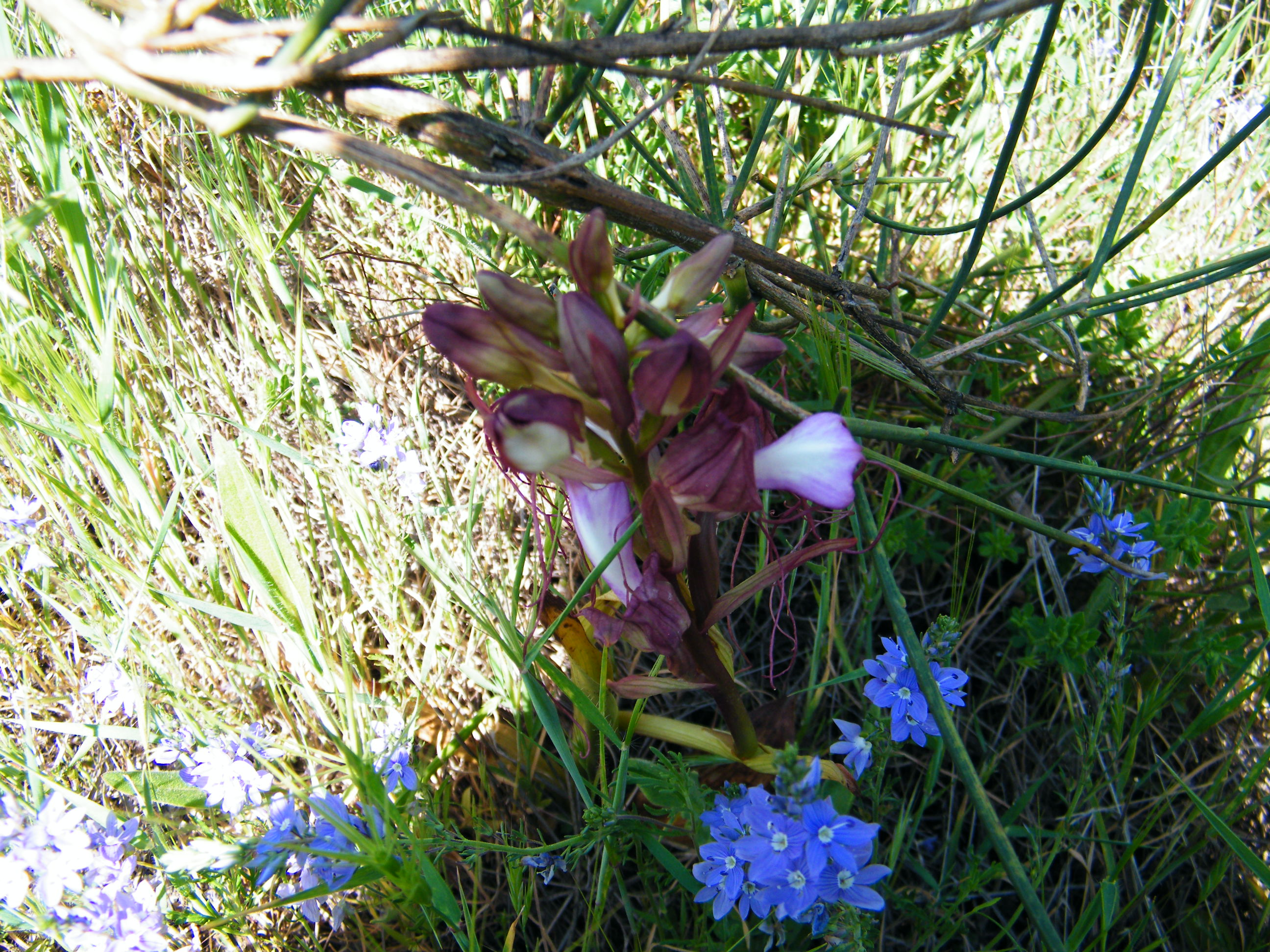

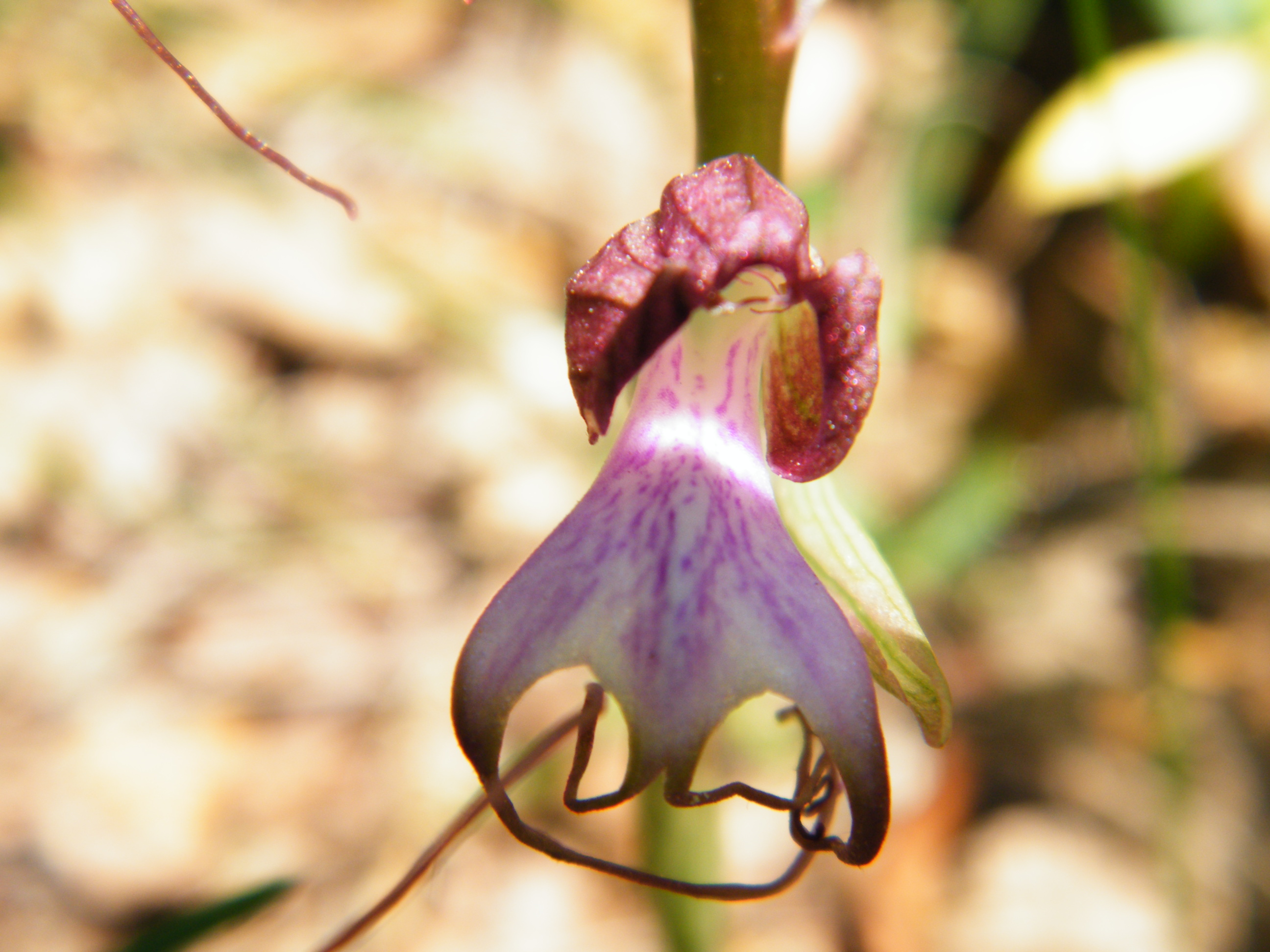

Деякими дослідниками рід Comperia запропоновано приєднати до роду Himantoglossum Spreng.
Рід представлений єдиним видом Комперія кримська або комперія Компера (Comperia comperiana (Steven) Asch. & Graebn.), який у деяких джерелах розглядається як синонім Himantoglossum comperianum (Steven) P.Delforge.

## Історія
Ця орхідея була вперше відкрита і описана на початку XIX століття в місцевості Ласпі одним з перших російських ботаніків-любителів Криму Карлом Компером, що був керуючим маєтком (економією) на мисі Сарич. Названа за пропозицією директора Нікітського ботанічного саду Х. Х. Стевена на честь першовідкривача цієї рослини «Комперія Компера».

## Загальна біоморфологічна характеристика
Багаторічна трав'яна рослина до 50 см заввишки. Бульби цілісні. Листки довгасті, розміщені біля основи стебла. Суцвіття довге негусте. Квітки великі (до 8-9 см разом з ниткоподібними придатками), білорожеві. Губа білувато-рожева, значно довша за інші листочки оцвітини, широко клиноподібна, трилопатева, лопаті витягнуті в довгі (5-7 см завдовжки) ниткоподібні придатки — вусики, блідувато-зелені або зеленувато-пурпурові. У бутоні «вусики» згорнуті в спіраль. З приводу призначення вусикоподібних придатків губи існує кілька думок. Одні вважають, що «вусики» можуть служити орієнтиром для нелітаючих дрібних комах-запилювачів. Інші вважають, що в минулому ці придатки несли функцію утримування рослин (як, наприклад, у бобових). В даний час умови життя комперії настільки змінилися, що необхідність цієї функції «вусиків» відпала.
Цвіте у травні-червні. Плодоносить у липні-серпні. Розмножується переважно насінням. Характерне періодичне цвітіння окремих особин, а також вузька вибірковість насіння до грибів-симбіонтів. Геофіт.

## Ареал та його поширення в Україні
Ареал комперії охоплює Малу Азію (Туреччина, Сирія, грецькі острови Лесбос, Родос біля малоазійського узбережжя). Є дані про зростання комперії на Кавказі. В Україні зростає в західній частині Південного берега Криму: урочища Батилиман та Мелас, скелі Ласпі, район селища Форос та села Орлине. Популяції ізольовані, нечисленні, щільність дуже низька, зростає поодинці або рідше невеликими групами. Ареал виду скорочується.

## Екологія
Зросатє в світлих, переважно ялівцевих лісах, рідше листяних і змішаних лісах, на галявинах та узліссі, що формуються на вапнякових коричневих ґрунтах. Похідні угруповання класу Quercetea pubescenti-petraeae. Мезоксерофіт.

## Природоохоронний статус виду та заходи з охорони
Природоохоронний статус виду: Зникаючий. Занесений до Додатків Бернської конвенції, переліку CITES та Червоної книги України. В Україні охороняється в заповіднику «Мис Мартьян» і Ялтинському гірсько-лісовому природному заповіднику, у ряді заказників. Причиною зменшення чисельності є курортне будівництво, рекреаційне навантаження, зменшення вологості ґрунту внаслідок виснаження гірських джерел, зривання квітів на букети. Потребує режимів абсолютної заповідності та заказного. Заборонено порушення умов місць зростання, проведення рубок, збирання рослин на букети, викопування бульб. Вирощують в Нікітському ботанічному саду — ННЦ УААН.

## Значення
Має наукове значення як реліктовий вид, що має складний цикл розвитку, представник монотипного роду на північній межі вузького диз'юнктивного ареалу. Може використовуватись як декоративна і лікарська рослина.